# Ancestors: The Humankind Odyssey
Ancestors: The Humankind Odyssey es un juego de supervivencia en tercera persona desarrollado por Panache Digital Games y publicado por Private Division. Fue lanzado para Microsoft Windows el 27 de agosto de 2019, y será así en diciembre de 2019 para PlayStation 4 y Xbox One (aunque no se ha anunciado una fecha específica). En el juego, los jugadores controlan un linaje de primates y tienen la tarea de garantizar su supervivencia en el África prehistórica y facilitar su evolución. Es el primer juego de Patrice Désilets desde el lanzamiento de Assassin's Creed: Brotherhood (2010).

## Jugabilidad
Ancestors: The Humankind Odyssey es un juego de supervivencia que se juega desde una perspectiva en tercera persona. En el juego, los jugadores controlan a un miembro de un clan de primates y tienen que administrar la salud del personaje comiendo, bebiendo y durmiendo. El juego comienza en una jungla africana, un mundo abierto lleno de amenazas que incluyen Machairodus, Metridiochoerus, Crocodylus thorbjarnarsoni, Adcrocuta hyenas, African Rock Python, nutrias gigantes del Mioceno, búfalos africanos y más. Los jugadores pueden trepar cualquier árbol en la jungla, aunque el personaje del jugador se romperá los huesos si se cae. A medida que los jugadores progresan, se abren nuevas áreas para que exploren. Cuando un primate explora nuevas ubicaciones o es perseguido por depredadores, entrará en un estado de "miedo" que se puede superar encontrando brillantes orbes de luz, o de lo contrario caerá a un estado de histeria. Si bien el mundo es peligroso, los simios pueden usar sus sentidos intensificados para escuchar varios sonidos, como el de un depredador, un miembro del clan perdido o un extraño que puede reclutarse para los clanes del jugador. El primate puede usar su inteligencia para determinar la ubicación de diferentes artículos de interés y hacer nuevos descubrimientos, como identificar nuevos alimentos o herramientas. A medida que los jugadores continúan haciendo nuevos descubrimientos, los primates se vuelven más inteligentes y capaces, y se desbloquean nuevas habilidades como el uso de hojas para hacer camas y plantas medicinales para curarse. Si el personaje del jugador muere, los jugadores cambiarán a controlar a otro miembro del clan. Si todos los miembros del clan mueren, el linaje se extingue y los jugadores deben reiniciar el juego.
El objetivo del jugador es garantizar la supervivencia del clan de los primates a medida que evoluciona lentamente y se convierte en una nueva especie. A medida que el clan crece, los jugadores pueden cambiar para jugar como otros personajes, como un bebé, un adulto, un anciano y una madre que lleva a su hijo. A medida que el clan se expande lentamente, el personaje del jugador puede realizar tareas sociales como llamar a los miembros del clan para cazar juntos. Cuando un primate duerme, los jugadores pueden desbloquear nuevas habilidades desarrollando el sistema nervioso del mismo, que funciona como un árbol de habilidades. Estas habilidades, como la capacidad de usar ambas manos y estar de pie, facilitan la evolución. A medida que los primates experimentan la procreación, las habilidades desbloqueadas se transmiten a las generaciones futuras. El juego dura de 40 a 50 horas y documenta la evolución del clan a lo largo de ocho millones de años.

## Desarrollo
El juego fue desarrollado por Panache Digital Games, un estudio abierto en 2014 por Patrice Désilets después de que dejó Ubisoft. Désilets se centró en crear una caja de herramientas para su nuevo estudio, lo que permitió a los personajes interactuar ampliamente con el entorno. El equipo tenía la intención de crear un juego ambientado en la prehistoria para que no necesitaran construir grandes ciudades para que los jugadores explorasen. Según Désilets, estaba "aburrido de todo el 10,000 AC [escenario]", por lo que optó por crear un juego ambientado hace diez millones de años. Para estudiar mejor el entorno, Désilets leyó libros sobre paleoantropología, aunque algunos elementos fueron exagerados. El equipo evitó inspirarse en películas u otros medios de la cultura pop para asegurarse de que el juego fuera único en lugar de derivado.
Désilets diseñó el juego para permitir a los jugadores explorar los diversos sistemas y características del juego, lo que los llevó a usar sus instintos para buscar soluciones. El juego no tiene una campaña narrativa estructurada, ya que Désilets esperaba que los jugadores puedan crear sus propias experiencias. El equipo evitó incluir un minimapa como parte de la pantalla de visualización del juego, ya que el equipo quería alentar a los jugadores a tener la curiosidad de explorar libremente el mundo del juego. Désilets imaginó el juego como la primera parte de una trilogía, y que este primer título terminará cuando el personaje jugador llegue a una etapa que se parezca a Lucy.
El juego fue anunciado en Reboot Develop 2015 en Dubrovnik por Désilets. Inicialmente, el juego era episódico, en el que cada capítulo permitía a los jugadores "revivir los mejores momentos de la humanidad con un giro documental". La decisión fue financiera porque el estudio era pequeño y carecía de fondos suficientes para construir un gran juego. Sin embargo, el plan fue descartado después de que Private Division, una nueva etiqueta editorial dedicada a apoyar a los desarrolladores de juegos independientes, acordó publicar el juego. El juego se lanzó para Microsoft Windows el 27 de agosto de 2019 a través de Epic Games Store debido a un acuerdo de exclusividad que durará un año. Las versiones de PlayStation 4 y Xbox One se lanzarán en diciembre del mismo año.